# ويب لات
ويب لات (بالإنجليزية: Weblate)‏ هي أداة ترجمة حرة معتمدة على الويب يتم استخدامها للترجمة بواسطة عديد من المشاريع مثل دبيان وليبر أوفيس، توفر واجهتي مستخدم، ونشر الترجمات عبر المكونات، وفحص الجودة والربط التلقائي لملفات المصدر.
تهدف Weblate إلى تسهيل الترجمة المستندة إلى الويب مع تكامل جت الدقيق لمجموعة كبيرة من تنسيقات الملفات، مما يساعد المترجمين على المساهمة دون معرفة بسير عمل جت.
تتبع الترجمات التطوير عن كثب، حيث يتم استضافتها في نفس المستودع مثل الكود المصدري. لا توجد خطة لحل النزاع الثقيل، حيث يُقال إنه يجب التعامل معها بشكل أساسي من جانب جيت.

## وصلات خارجية
- ويب لات على موقع Open Hub (الإنجليزية)
- ويب لات على موقع Free Software Directory (الإنجليزية)
- ويب لات على موقع Framasoft (الفرنسية)
- الموقع الرسمي